# برینیول
برینیول (به فرانسوی: Brignoles) یک کمون در فرانسه است که در Canton of Brignoles واقع شده‌است.

## خصوصیات
برینیول ۷۰٫۵۳ کیلومترمربع مساحت و ۱۵٬۹۱۲ نفر جمعیت دارد.

## خواهرخوانده
شهرهای گرس-گراو، تیئلت، برونک و Szamotuły خواهرخوانده‌های برینیول هستند.